# Samko (huyện)
Sam Ko (tiếng Thái: สามโก้) là một huyện (amphoe) ở phía tây của tỉnh Ang Thong, miền trung Thái Lan.

## Lịch sử
Huyện đã được tách từ Wiset Chai Chan để thành một tiểu huyện (King Amphoe) năm 1962 và được nâng thành huyện năm 1965.

## Địa lý
Các huyện giáp ranh (từ phía bắc theo chiều kim đồng hồ) là Pho Thong và Wiset Chai Chan của tỉnh Ang Thong và Si Prachan của tỉnh Suphanburi.

## Hành chính
Huyện này được chia thành 5 phó huyện (tambon). Thị trấn (thesaban tambon) Samko nằm trên lãnh thổ tambon Samko, Ratsadon Phatthana và Mongkhon Tham Nimit.
| 1. | Samko               | สามโก้       |  |
| 2. | Ratsadon Phatthana  | ราษฎรพัฒนา   |  |
| 3. | Op Thom             | อบทม        |  |
| 4. | Pho Muang Phan      | โพธิ์ม่วงพันธ์   |  |
| 5. | Mongkhon Tham Nimit | มงคลธรรมนิมิต |  |